# Scoppieto
Scoppieto ist eine Fraktion (italienisch frazione) der italienischen Gemeinde Baschi in der Provinz Terni in Umbrien.

## Geografie
Der Ort liegt etwa 9 km nordöstlich des Hauptortes Baschi, etwa 35 km nordwestlich der Provinzhauptstadt Terni und etwa 45 km südöstlich der Regionalhauptstadt Perugia. Der Stausee Lago di Corbara liegt unmittelbar westlich von Scoppieto. Der Ort liegt bei 465 m s.l.m. und hatte 2001 92 Einwohner, 2011 waren es 104 Einwohner. Nächstgelegener Ort ist Civitella del Lago, er liegt etwa 2 km südöstlich und ist ebenfalls Ortsteil von Baschi.

## Geschichte
Bewohnt war der Ort bereits zur Zeit der Römer, hier wurden Keramiken aus der Zeit zwischen 14. und 75. n. Chr. gefunden. Namensgebend ist wahrscheinlich das lateinische Wort Scopulus (Felsen). Der Ort bestand danach als Villa ohne Wehranlagen und hatte im 13. Jahrhundert 145 Einwohner. Im frühen 19. Jahrhundert wurde Scoppieto ein Ortsteil von Baschi.

## Sehenswürdigkeiten
- San Pietro, Kirche, die im 11. Jahrhundert entstand und die zum Bistum Orvieto-Todi gehört. Sie gilt als eine der ältesten Kirchen in der Gegend.[4][3] Die Fresken der Apsis entstanden im 15. Jahrhundert[4] und zeigen eine Madonna mit Kind, San Pietro und ein weiteres Heiligenfresko (San Romualdo oder San Benedetto).[5] Eine Restaurierung ist 1574 dokumentiert, eine weitere fand in den 1980er Jahren statt.[6]
- Area Archeologica di Scoppieto, Archäologische Fundstätte[7], die 1995 entdeckt wurde und Keramiken der Brüder Lucius Zosimus und Publius Avilius Zosimus aus dem 1. Jahrhundert ans Licht brachten.[4][5]

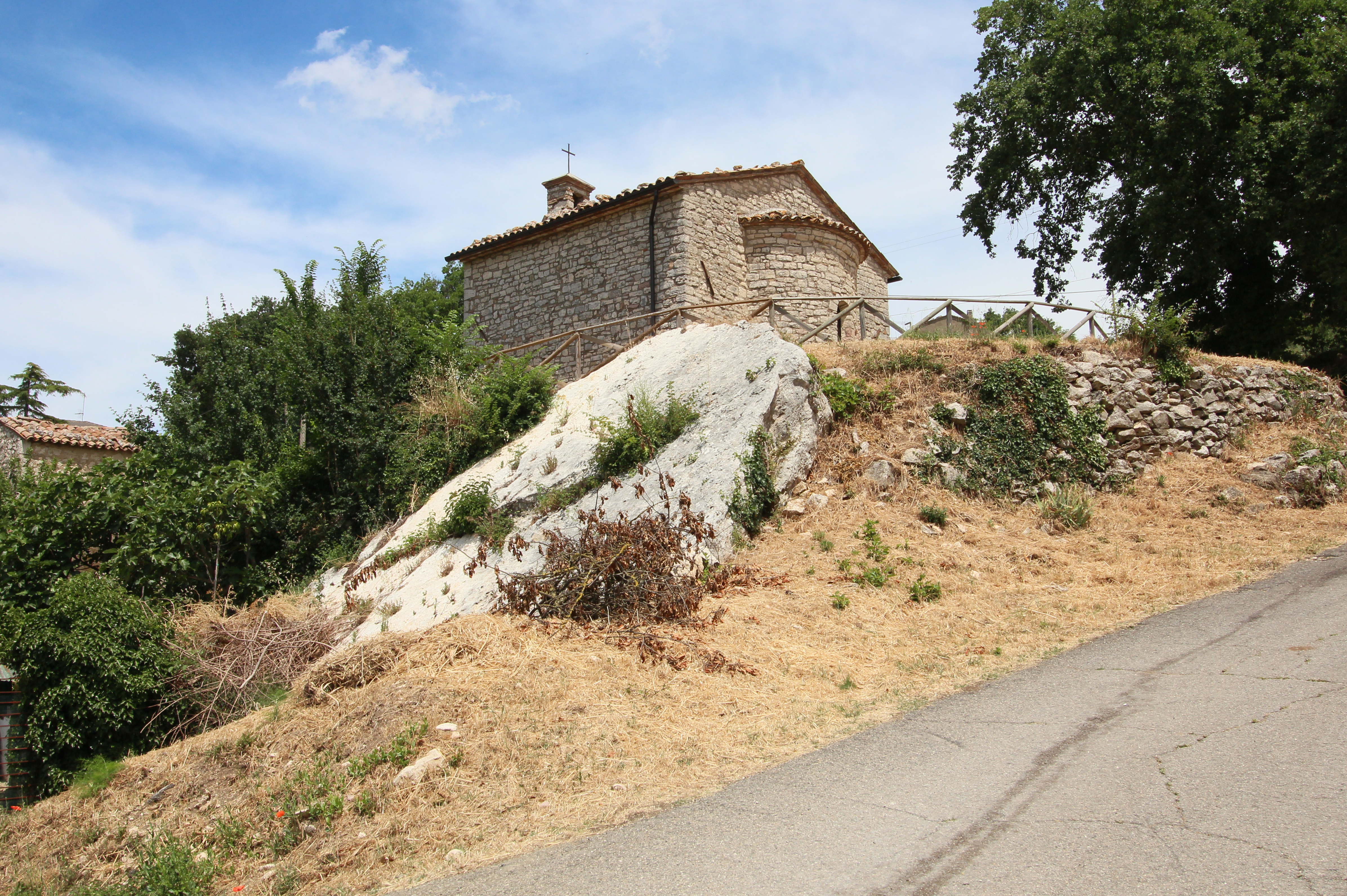
San Pietro
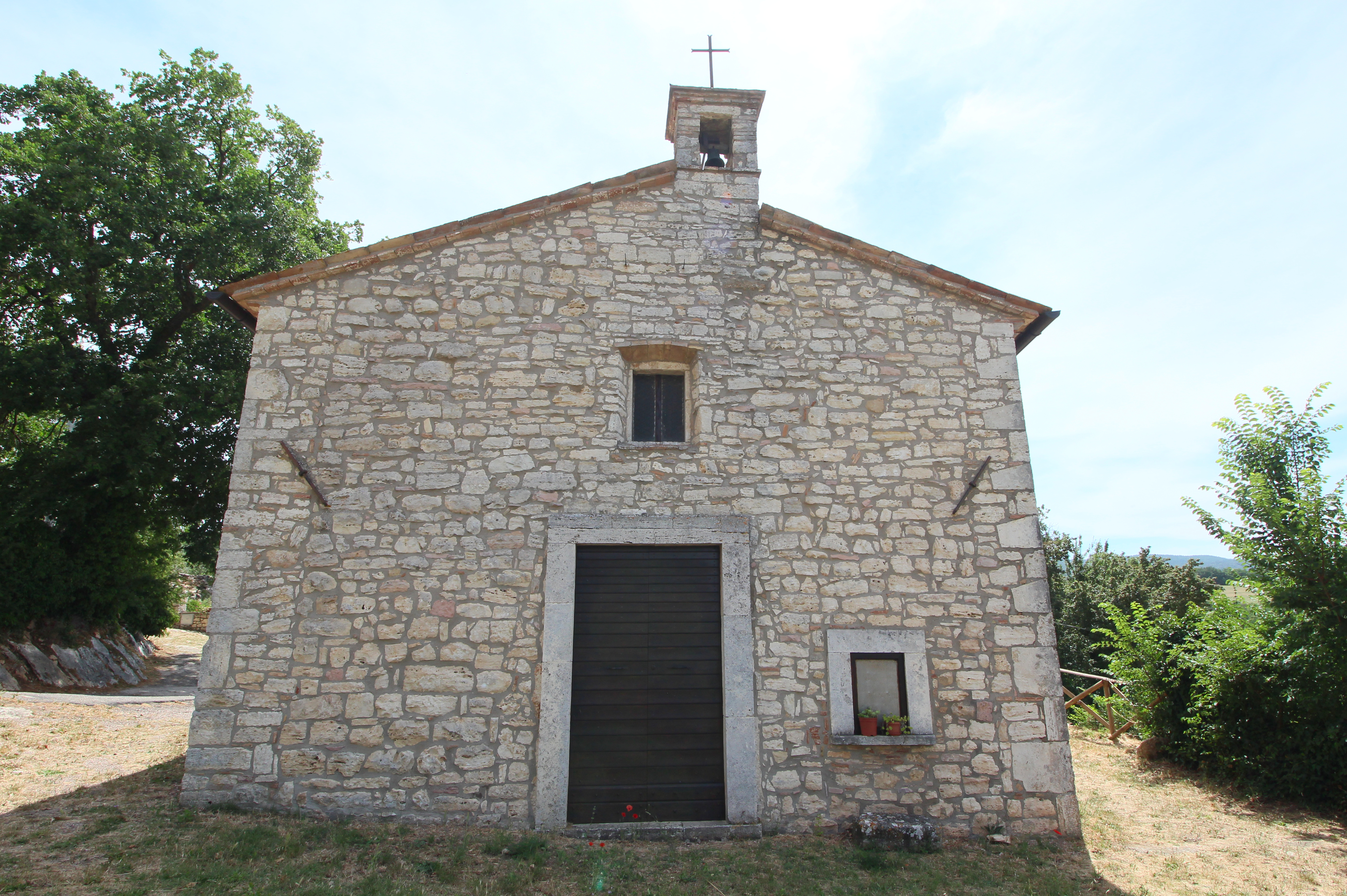
San Pietro, Fassade
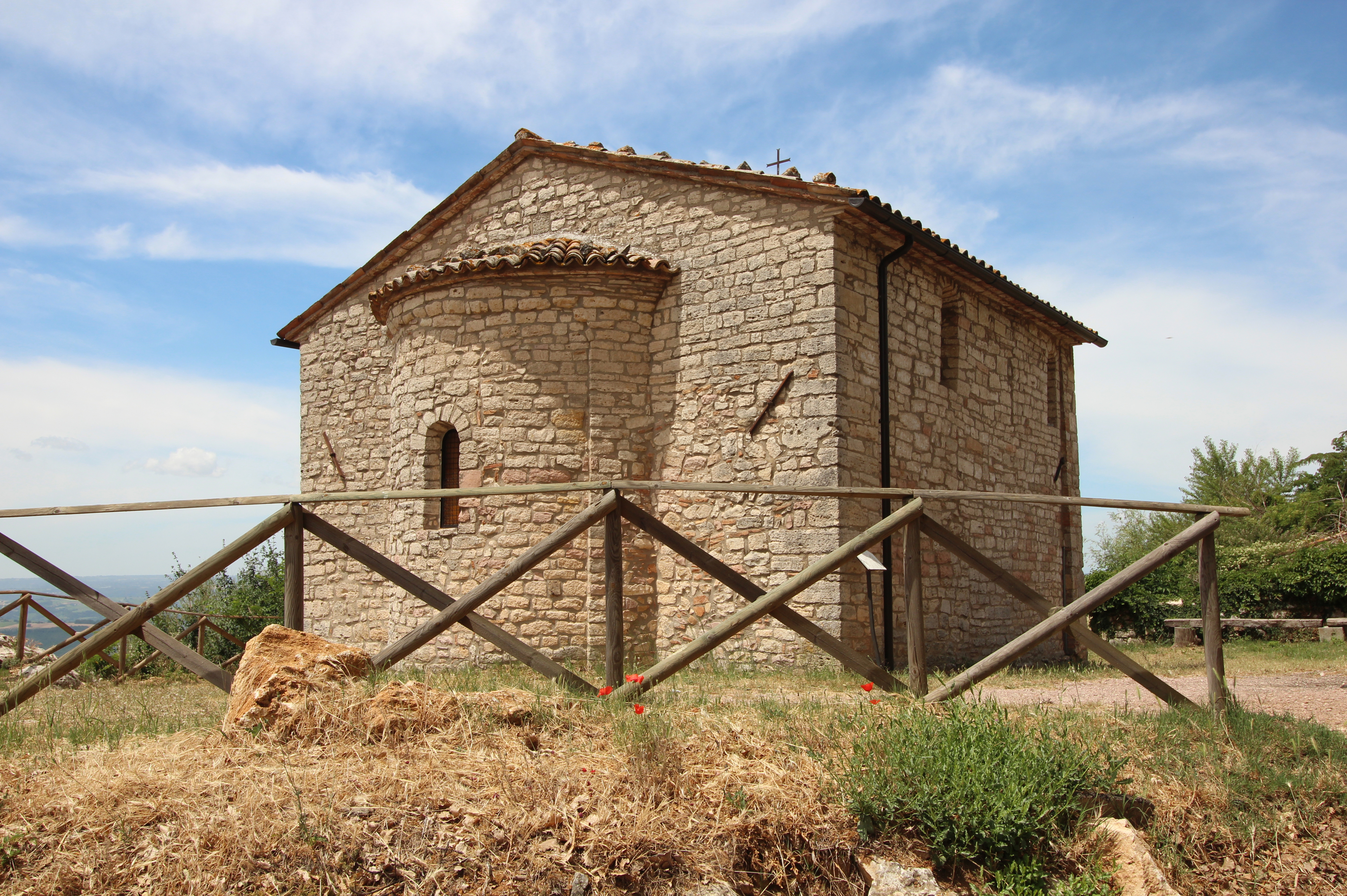
San Pietro. Seitenansicht mit Apsis